# أوقات قاسية
أوقات عصيبة (بالإنجليزية: Harsh Times)‏ هو فيلم جريمة تم إنتاجه في الولايات المتحدة وصدر في سنة 2005. من بطولة كريستيان بيل وفريدي رودريغز وإيفا لانغوريا.

## الميزانية والإيرادات
بلغت تكلفة إنتاج الفيلم حوالي مليوني دولار بينما حقق أرباحا تقدر بـ 5,967,038 دولار.

## وصلات خارجية
- أوقات قاسية على موقع IMDb (الإنجليزية)
- أوقات قاسية على موقع ميتاكريتيك (الإنجليزية)
- أوقات قاسية على موقع روتن توميتوز (الإنجليزية)
- أوقات قاسية على موقع نتفليكس (الإنجليزية)
- أوقات قاسية على موقع قاعدة بيانات الأفلام العربية
- أوقات قاسية على موقع ألو سيني (الفرنسية)
- أوقات قاسية على موقع Turner Classic Movies (الإنجليزية)
- أوقات قاسية على موقع أول موفي (الإنجليزية)
- أوقات قاسية على موقع بوكس أوفيس موجو (الإنجليزية)
- أوقات قاسية على موقع فيلمافينيتي (الإسبانية)